# Archosargus rhomboidalis
Archosargus rhomboidalis är en fisk från familjen havsrudefiskar.

## Utseende
Archosargus rhomboidalis har en hög, oval kroppsform, lång ryggfena med 13 taggstrålar och 10 – 11 mjukstrålar, mycket långa bröstfenor, och ett spetsigt huvud med liten mun. Den är ljusblå på ryggen och silvervit på sidorna och buken. Längs sidorna har den 8 gyllengula ränder; bakom gälöppningen finns en stor, mörk fläck. Bukfenorna är orangefärgade hos honorna, helt eller delvis mörka hos hanarna. Arten kan bli 33 cm lång och väga 550 g.

## Vanor
Arten uppehåller sig gärna över dybottnar vid mangroverötter eller nära beväxta sandbottnar. Den kan ibland vistas vid korallrev i närheten av mangrovebestånd, och går tillfälligtvis in i brackvatten. Födan består av bottendjur som små musslor och kräftdjur samt växter.

## Utbredning
Utbredningsområdet omfattar Västatlanten från New Jersey i USA över nordöstra Mexikanska golfen till Argentina.

## Kommersiell användning
Arten anses som en god, om än något bening matfisk och är föremål för sportfiske. Ett kommersiellt fiske förekommer också.